# 松岡英孝
松岡 英孝（まつおか ひでたか、1937年10月14日 - ）は、大阪・北陽高等学校野球部元監督で、社会科教諭。元朝日放送高校野球解説者。高知県出身。

## 来歴
城東高等学校（現・高知高等学校）で1955年の夏の甲子園大会に出場しベスト8。卒業後は近畿大学を経て1960年に北陽高等学校に社会科教諭として着任、同時に野球部監督に就任。「高校野球は技術より精神力。闘志と忍耐無き者は去れ。」をモットーに、1990年8月に勇退するまで夏4回、春6回、計10回甲子園出場を果たし、1970年の春の甲子園大会ではチームを準優勝へ導く。
また「来る者は拒まず。」の方針で監督在任中は例年部員を200人以上抱えていたが、新1年生の顔写真をポケットアルバムに入れて顔と名前を覚えたり、選手一人一人と交換日記を行なうなどの細かい配慮のおかげか、不祥事らしい不祥事は起こさなかったそうである。
1992年3月末をもって北陽高等学校を退職。
1992年の夏の甲子園で松井秀喜5打席連続敬遠が起きた試合のテレビ解説を務めており、解説席で「ここは勝負して欲しいですね～」「いや～こんなのは初めてですね」「高知の野球とはちょっと違いますね」「私、非常に残念です」（スタンドからメガホンが投げ込まれた際に）「高校野球でこんなのは初めてですよ！」「涙出てきますね～」と悔しがっていた。

## 甲子園での成績
- 春：出場6回・8勝6敗・準優勝1回（1970年）
- 夏：出場2回・3勝2敗
- 通算：出場8回（＋部長として1973年春夏1回ずつ）・11勝8敗・準優勝1回

## 主な教え子
- 井上弘昭
- 園田喜則
- 長崎慶一
- 才田修
- 神垣雅行
- 松岡高信
- 有田二三男
- 慶元秀章
- 岡田彰布
- 桑田茂
- 高木宣宏
- 森田幸一
- 渡辺政仁
- 榊原勝也
- 上田浩明
- 寺前正雄